# Тиунская изба
Тиунская изба — церковный судебный орган в Московской Руси и Российской империи в XVII—XVIII веках, место заседаний архиерейских или патриарших тиунов (приказчиков), осуществлявших надзор за поведением духовенства («благочинием»).
В узком смысле тиунской избой называют учреждение, действовавшее в Москве. Оно было учреждено 13 (23) июня 1594 года патриархом Иовом вместе с должностью патриаршего тиуна (приказчика) из-за участившихся случаев пьянства и «бесчинств» среди московских попов. Патриаршему тиуну подчинялись восемь поповских старост, при каждом из которых было по четыре дьякона. В обязанности тиуна и старост входило наблюдение за порядком в приходах, чтобы во всех храмах попы выполняли богослужения, не брали взяток и т. д. Среди прочего они следили, чтобы в городе не было «языческих увеселений», боролись с лжеюродивыми и собирали пошлины с безместных попов за ставленые грамоты — право служения в Москве.
Здание Тиунской избы размещалось к юго-западу от Покровского собора.
По примеру московской тиунской избы подобные учреждения были созданы и в других городах.
При патриархе Иоакиме (в 1674-1690 годах) тиунская изба была переименована в Церковный приказ (в 1701—1711 годах он входил в состав Духовного приказа), но имела примерено такие же функции. В декабре 1691 года последний русский патриарх Адриан поручил построить для этого ведомства двухэтажные каменные «Тиунския Приказныя полаты». В 1724 году в рамках церковных реформ императора Петра I функции бывшего Церковного приказа были переданы Святейшему Синоду, а на базе архиерейских «тиунских изб» сформированы духовные консистории. В некоторых областях, например, в Ингерманландии, они продолжали называться «тиунскими избами» до 1740-х годов.
Здание бывшей тиунской палаты в 1730-х годов было передано Лаборатории рудных проб (пробирной палате) Берг-коллегии. В 1783 году при ликвидации Берг-коллегии здание пробирной палаты было передано Монетному департаменту. Тот отдал его Губернскому департаменту, который, в свою очередь, разместил в здании бывших палат съезжий двор. В 1797 году здание, которое еще за несколько десятилетий до этого по описям проходило как ветхое и с тех пор не ремонтировалось, решено было снести. В 1798 году здание было разобрано.